# 梅芳 (1985年)
梅芳（1985年1月14日—2020年3月28日），本名潘氏梅芳，是一名越南著名的女演員、歌手及電視名人。

## 影视作品

### 電影
- 2006年：《愛在西貢》（越南語：Saigon Love Story）
- 2007年：《舞男》（越南語：Trai nhảy）
- 2009年：《湖底火》（越南語：Lửa đáy hồ）

### 電視劇
- 1997年：《朋友》（越南語：Đôi bạn）
- 2005年：《浮沙香》（越南語：Hương phù sa）
- 2008年：《嬌女與富豪》（越南語：Kiều nữ và đại gia）
- 2009年：《𠄩穭漂流記》（越南語：Cuộc phiêu lưu của Hai Lúa）
- 2010年：《白衣天使》（越南語：Những thiên thần áo trắng）
- 2010年：《太陽之門》（越南語：Cổng mặt trời）
- 2011年：《雞村鎮》（越南語：Xóm gà）
- 2012年：《幸福來遲》（越南語：Hạnh phúc muộn màng）
- 2013年：《風吹草》（越南語：Ngọn cỏ gió đùa）
- 2015年：《𠄩穭漂流記》第二部（越南語：Cuộc phiêu lưu của Hai Lúa 2）
- 2019年：《𠄩穭先生的女兒》（越南語：Con ông Hai Lúa）